# 比龙府邸

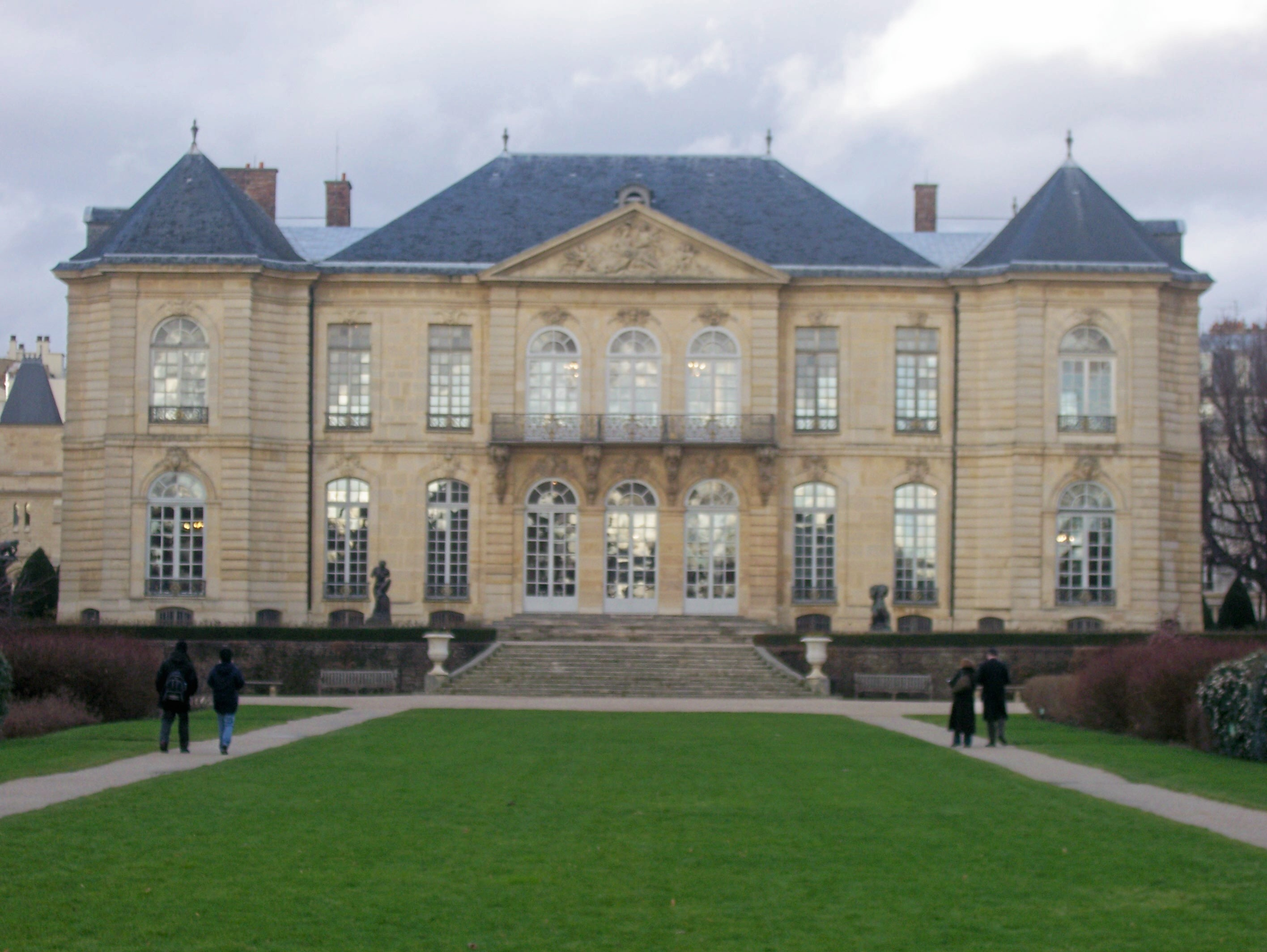

比龙府邸（法語：Hôtel Biron）是位於法國首都巴黎第7區的一座建築，修建於1727年至1732年。自1919年開始，比龙府邸是羅丹美術館的所在地。

## 外部連結
48°51′19″N 2°18′57″E / 48.85528°N 2.31583°E